# 張友驊
張友驊（1955年1月3日—2024年10月11日），台灣新聞工作者、時事評論員，時常評論軍事議題。

## 生平
張友驊生於彰化縣溪湖鎮，籍貫浙江。畢業於臺灣省立彰化高級中學、中國文化大學史學系。他自述就讀大學期間曾因不滿教授給分，帶扁鑽恐嚇教授要求加分。
早年曾任自立報系經濟研究室兼軍事記者、《首都早報》軍事記者，亦曾在陳水扁競選台北市議員時擔任助選員。
《首都早報》停刊後，張友驊獲張瑞猛邀請進入張榮發基金會國家政策研究中心從事國防專題研究。1987年任職自立報系軍事記者時，首先在台報導三七事件；1991年遭到國防部以「妨害軍機治罪條例」向法院提起控訴，1991年11月被判刑一年七個月，緩刑三年。
於2004年1月與吳中純共同主持超視《政治秘密檔案》，因在政論節目中爆料揭露陳水扁司法案件，由阿扁謀士轉為反扁人士，有些媒體將他與邱毅稱為「揭弊雙雄」、「爆料天王」。2011年3月10日，張友驊曾爆料，差點落入中共間諜的桃色陷阱幸好即時脫身。
2013年8月，因主持中天新聞《新聞龍捲風》節目，連續一個月報導洪仲丘案而被旺中集團加薪，更因月接50場通告、進帳25萬元。
2024年10月3日18時35分，在台北市信義區滑倒撞到頭，送醫搶救時已無心跳呼吸，救護人員實施心肺復甦術及自動體外去顫器急救後即恢復心跳，其被緊急送往台北醫學大學附設醫院搶救。10月11日上午8時逝世，享壽69歲。10月12日，張友驊的妻子陳美秀對媒體澄清，張友驊並無心臟疾病，死亡證明上顯示「無法明示原因的心跳停止」，強調跌倒與腦部撞擊並非致死原因，請外界勿再揣測。陳美秀表示，張友驊這一生圓滿，對家庭、工作、社會都無遺憾，尤其是他對書籍的熱愛貫穿一生，家中收藏五萬多冊書籍，是他一生成就的重要來源。2024年10月30日上午9點，舉行告別儀式。

## 言論及爭議

### 入伍事蹟
張友驊的父親行伍出身，張曾在節目中說：「我入伍後才知道軍中有那麼多惡習，當時我是義務役預官，為了揭露營長貪汙，我被記了兩支大過、８個申誡。」當時營長將弟兄的「副食費」（食物費用）據為己有，他直接往上級呈報，營長竟然當面嗆聲「我會把你軍法審判」！張友驊說：「我不理他，繼續跟他對抗，最後上級長官挺我，那個營長終於被調職。」，此事件後來被網友封為驊英雄。

### 所屬部隊的某士官帶槍出營事件
「國軍罔顧人權已經不是一天兩天」，當時在張友驊曾經服役過的部隊中，有個士官喝醉酒，持槍出營，搭計程車想回家，卻睡倒車中，司機直接將他送到憲兵營。
「他被抓回來，軍隊馬上就判他兩周後槍斃。」
張友驊積極奔走，有長官卻告訴他，「你不要管，管的話就『連坐』。」 

### 洪仲丘事件
在2013年的洪仲丘事件中，張友驊不斷在政論節目，以未具名來源揭露內幕，含虐死、偽造文書、滅證、串證等，因此被媒體封為「驊英雄」、「驊神」；但爆料曾引起國防部不滿，發聲明稿指政論節目與名嘴以不實言論汙衊國軍，揚言提告，張友驊則反告國防部「涉嫌施虐」、「致人於死」及「偽造文書」。
2013年7月16日，張友驊在「新聞龍捲風」節目中引述未具名來源，指出軍中有一個「張治偉」，受副旅長何江忠指示，用車子把洪仲丘從旅部帶到禁閉室，在這個車程的過程當中，張治偉對洪仲丘說，「今天你得罪的不是一個人，而是我們整個旅。」
2013年7月23日，張友驊在「新聞龍捲風」節目，引述未具名來源，獨家爆料在主機未壞情況下，有監視器維護人員進入269旅，在高級長官的指揮操作下，刪去重要畫面。事後桃檢已證實監視器畫面非人為因素刪除，張友驊至今仍沒有拿出任何確切證據證明自己所言真實性。同日，張友驊在「台灣顧問團」，引述未具名來源，指洪仲丘士評會議是事後補件。
2013年7月25日，張友驊引述未具名的軍中來源，指范佐憲在軍中放高利貸，如果是軍官就不收利息，但若是其他人，就要收利息，並嗆「如果講錯我退出電視圈！」，但最後桃園地檢署清查范佐憲的交往及親人帳戶指出，范不像外界傳聞那麼有錢，其實「還滿窮的」，而張友驊並未兌現「退出電視圈」的承諾。
2013年7月25日，張友驊爆料269旅內部專案設立一個「滅證五人組」，並點名269旅參謀主任黃文啟，因為是電腦高手，所以是滅證集團首腦，但直到目前為止仍然無法說出其他四人的姓名。
2013年7月26日，張友驊在「新聞龍捲風」節目中，請戴口罩不願暴露真實身分的C先生，爆料在他在3日下午因身體不適由長官帶去國軍桃園總醫院，回到禁閉室洪仲丘已倒坐在桌椅邊，其中戒護士黃冠均看到洪倒地仍不予理會。
2013年7月29日，張友驊在中國鳳凰衛視指稱台灣軍方在洪仲丘案發生後，長官還連續三天三夜喝酒慶祝。
2013年7月31日，張友驊請不願暴露真實身分的X先生，爆料洪仲丘有一本死亡筆記本，記載軍中高層的內幕，但至今仍未能提出任何確實證據來證明其說法。
2013年8月2日，張友驊請不願暴露真實身分的X先生，爆料范佐憲曾招待護士去極樂KTV，以換取洪仲丘體檢報告快速通過，並在KTV間調戲813醫院護士，但被一些網友質疑其真實性「說的好像自己就在現場」，至今張友驊仍未能提出任何確實證據來證明其說法。
2013年8月3日，張友驊在「新聞龍捲風」節目，針對軍高檢發言人曹金生所說，歡迎名嘴法庭上說清楚，怒嗆：「他是什麼東西？我到庭上？你(曹金生)已經偵結起訴了還想傳(訊)我！」
2013年8月3日，張友驊在「中天新聞」，引述未具名的來源，指陳毅勳曾打電話給陸軍蘭陽指揮部的指揮官說自己家境不好，與軍方串證當代罪羔羊，以換得軍方給予的安家費。
2013年8月5日，張友驊引述未具名來源，指何江忠和269副旅長黃天任是認識的同期同學、關係良好，而黃天任太太更是813醫院的醫務士，關係曖昧。但何江忠太太相當生氣，否認3人關係！也曾被抹黑的陸軍官校58期退役軍人，表示名嘴們就是看準軍人不會提告，所以爆料無限上綱！
2013年8月6日，張友驊在「新聞龍捲風」節目中，引述未具名來源，指該年4月漢光演習，542旅採購龐大的演習物料，牽涉到龐大的軍品利益。下士洪仲丘因為知曉這個秘密，並在「離營座談會」中當眾揭露，招致整個旅要致他於死。
2013年8月7日，張友驊在節目中說，他懷疑陳毅勳在洪案爆發後，可能曾打電話給蘭陽指揮部的指揮官說自己家境不好，與軍方串證以求得安家費。
2013年8月7日，張友驊引述未具名來源，指范佐憲一個月刷卡費高達12萬7元，但范月薪僅4萬8千元，據以推論該旅有龐大的共犯集團。
2013年8月8日，張友驊在節目對新任國防部長提出指控，認為整起洪仲丘案是〈嚴明〉矇蔽長官、並運作軍系立委，所一手造成。
2013年8月8日，張友驊請不願暴露真實身分的X先生，爆料542旅涉嫌轉賣油票撈油水，其中特別是軍中所發中油油票最好賣，多領到的油票，趁油價高漲時，轉手賺價差，甚至拿油桶偷接油，再賣給地下油行。而事實上依規定，民用軍車到民間或著中油加油站加油，只能用軍中的油票以及加油卡；而中油加油站僅接受加油卡加油，至今張友驊及X先生仍未能提出任何確實證據來證明其說法。
2013年8月10日，張友驊在中天新聞引述未具名來源，指旅長沈威志曾在7/9召集所有人串證時，桌上還放了兩本成功筆記本。它因此推論沈威志就是整起事件的串證主謀。
2013年8月12日，張友驊在中天新聞《台灣顧問團》引述未具名來源，指范佐憲是542旅政戰主任戴家放在該旅的細胞、抓耙仔，最大線民」。
2013年8月15日，張友驊在中天新聞《台灣顧問團》引述未具名來源，指542旅地下室是戰情室，而同一樓層還有副旅長辦公室、政戰主任、監察官辦公室等。下士洪仲丘記載該旅集體貪瀆的筆記本，最後就分別出現在該層樓的兩個地方，一是監察官辦公室，一是旅長辦公室。
2013年8月19日，張友驊在中天新聞《台灣顧問團》引述未具名來源，指關鍵錄音帶已秘密交至桃檢和監察院手中，內部有滅證與串供的證據。

### 江國慶案
張友驊在洪仲丘案的相關新聞節目中，曾談及江國慶案發生時，他曾為江國慶發聲，但努力無功，15年後案情才沉冤得雪。張自言「我每天都在自責，為什麼我救不了他？名嘴是什麼？名嘴、記者就是要在這種時候懂得付出、懂得賣命。」 但江國慶案家屬在沉冤得雪後的感謝名單，並未提過張，而過往新聞資料也未曾有過他替江案發聲的記錄，可能是他個人私下努力、而非公開行為。

### 孫仲瑜緋聞案
2009年11月17日，張友驊爆料國民黨有1/3立委與孫仲瑜建立關係。在國民黨立委吳育昇和孫仲瑜的偷情緋聞曝光後，他在東森〈關鍵時刻〉爆料，不只育昇，國民黨有1/3立委與孫仲瑜吃過飯，與她認識。

### 廣大興漁船事件
2013年5月19日，張友驊在中國鳳凰網，指菲律賓想借台菲衝突，以及「一個中國」原則分化兩岸關係。台灣則以護漁之名，趁機進入台菲海域收集情報資料。隔日表示菲律賓軍隊是綁架勒索不成而殺人滅口。

### 陳水扁爆料案
2006年3月，張友驊因於2006年3月，在TVBS《2100全民開講》，指陳水扁公開表示對涉及高捷等案的陳哲男感到「痛心」，又兩度密會陳哲男。陳水扁委請律師控張友驊誹謗，台北地院審理後，於2007年3月依法判處張拘役35天。 
2006年8月20日，張友驊爆料有情報軍官與長官一起炒股票。他在電視節目「文茜小妹大」中，指出有一位曾擔任憲兵101營，即負責陳水扁安全的軍官，曾拿情報佈建經費和長官一起炒股票。
2006年9月19日，張友驊爆料名律師顧立雄與司法高層有不可告人關係。他在電視節目「文茜小妹大」中，指稱總統女婿趙建銘委任律師顧立雄在參加律師節慶祝會後，與司法行政高層「續攤」。顧立雄向法院提出刑事誹謗自訴，他表示，自己與在場司法行政高層并無任何互動，也無「續攤」，張友驊所言嚴重影響人民對司法的信賴。 2006年10月開庭，張友驊不時冷笑，遭審判長制止。
2008年10月11日，張友驊在政論節目爆料，陳水扁親自抖出獨派大老收他的192萬美元搞「外交」、出賣吳澧培，是要以192萬美元“「假白錢」，來掩飾2100萬美元真黑錢。
2009年3月14日，張友驊在政論節目爆料：「有日本官員透露，陳致中曾動過扁家在日本的錢，約8000萬美金(約30多億台幣)」。 
2009年6月11日，張友驊分別在東森政論節目「關鍵時刻」及TVBS「新聞夜總會」中爆料某位「家中開珠寶行的模仿藝人」居中牽線吳淑珍賣裸鑽（此事在4月30日經壹周刊報導），雖未指名道姓，但被網友指出影射的就是在東區開珠寶店的邰智源，邰即表示與此事一概無關，並在同年7月退股珠寶店以表清白，並將對張保留法律追訴權，對此，張友驊則改口回應「從來都沒講過是邰，除非檢調問我，否則我絕對不會說這個人到底是誰。」
2012年2月9日，張友驊爆料扁家在日本藏金高達300多億台幣。他在政論節目說：「去年過完年，駐日本代表處代表馮寄台與立法院長王金平在飛機上，遇到日本特使團，有一位特使叫平沼，是日本重要的財經官員，後來平沼跟著王金平到總統府去面見馬英九，他把扁家與陳致中在日本的狀況與問題，包括金錢流向、資金等等，都跟馬英九做了一些報告。」張友驊聲稱根據平沼的報告，及自己不願透來來源的消息，估計扁家在日本藏金高達300多億台幣。

### 鈕承澤洩漏軍機案
2013年7月13日，張友驊在中國大陸鳳凰衛視的〈台灣一週重點〉，指稱：「日本媒體進入台灣港區拍攝，我們居然可以同意，而大陸媒體或者是其他中資的媒體進入軍港區拍攝，他就不讓你拍攝？」質疑台灣對於大陸媒體管制過嚴。

### 其他
因張友驊常在政論節目中宣稱自己和當事人很熟，或是在事發當時本人就在現場，但往往都無法證實他說的是否是屬實，因此有民眾戲稱「事件真相就問張友驊！因為他甚麼都知道！他甚麼人都熟！」
2012年5月6日，張友驊在「2100全民開講」節目中，批評台南警方未受CPR訓練，因而未即時救治一位接受問話的林姓男子。但張卻在節目裡做了錯誤的CPR示範，讓救護人員直呼離譜，會害死人。
2013年8月12日，前再生討債公司負責人、再生受刑人中心社長董念台，受遭起訴洪仲丘案被告家屬委託，按鈴告發張友驊涉精神凌虐罪，指控張在電視上有關洪案的爆料，有99%都非事實，表示隨時可和張在電視公開辯論。
2013年8月15日，陳毅勳母親反駁張友驊說陳家收到安家費的說話，在接受TVBS反問時憤怒地說：「安家費，看是誰說拿的？請他拿出來平分！」
2013年8月20日，針對張友驊爆料上士范佐憲在軍中盜賣軍品、放高利貸、調戲國軍醫院女護士的情事，地檢署調閱范佐憲電腦的網路連結，並未發現有瀏覽簽賭網站記錄，范多是在遊戲網站「打怪」或是逛社群網站。桃檢指出，范名下先後擁有兩部中古重機、賓士登記在胞弟名下，目前都已變賣，范每月薪資幾乎都用完，如同「月光族」，經費非來自貪汙，范似乎被名嘴過度妖魔化了。

## 著作
| 年份   | 書名                                               | 出版社               | ISBN          |
| ------ | -------------------------------------------------- | -------------------- | ------------- |
|        | 《砲擊金門實戰錄(八二三與郝柏村)》                 |                      |               |
| 2001年 | 《尹清楓：陳水扁敢破尹案？(1260億佣金艦隊鬥爭記)》 | 联合发行股份有限公司 | 9789578724150 |
|        | 《台灣軍隊能打仗？》                               |                      |               |
|        | 《花錢不花腦袋台灣三軍？（陳水扁拒敵境外的迷思）》 |                      |               |
|        | 《軍系升官臉譜》                                   |                      |               |
|        | 《軍系求官臉譜》                                   |                      |               |
|        | 《軍系加官臉譜》                                   |                      |               |
|        | 《台灣明天會更安全？》                             |                      |               |
|        | 《21世紀台灣軍隊》                                 |                      |               |
|        | 《台灣軍權50年－陳水扁國防經營術》                 |                      |               |
|        | 《賓拉登：誰來打敗美國？》                         |                      |               |
|        | 《刀鋒戰將胡璉：金門王與蔣介石恩怨》               |                      |               |
| 2022年 | 《綁架蔣經國!? :情治首長的背叛與奪權》             | 暖暖书屋             | 9786269654901 |
|        | 《余英時寧為黑名單 不幹間諜臥底 》                 |                      |               |
| 1994年 | 《李登輝軍權革命》                                 | 新高地文化           |               |